# Feđa Dudić
Feđa Dudić (Sarajevo, 1º febbraio 1983) è un allenatore di calcio ed ex calciatore bosniaco, di ruolo attaccante, tecnico del Radnički Kragujevac.

## Carriera

### Allenatore
Nell'agosto 2019 prende la guida della panchina del Velež Mostar, colmando il vuoto successivo alla dimissione di Ibrahim Rahimić da tale incarico.

## Palmarès

### Giocatore

#### Club
- Prva liga Federacija Bosne i Hercegovine: 1

Travnik: 2006-2007

#### Individuale
- Capocannoniere della Premijer Liga Bosne i Hercegovine: 1

2009–10 (16 gol)

### Allenatore
- Coppa di Bosnia ed Erzegovina: 1

Velež Mostar: 2021-2022